# Luč
Luč je selo s oko 490 stanovnika, omeđeno rječicom Karašicom na jugu i zapadu a Albrehtovim kanalom na sjeveru i istoku. Selo je smješteno sjeverno od samog središta općine Petlovac.

## Povijest
U Luču se nalazi najstarija crkva u hrvatskom dijelu Baranje, srednjovjekovna crkva u Luču zaštićeni je spomenik kulture izgrađena na prijelazu 11. u 12. stoljeće.
Luč je vrlo staro selo u Baranji, često se na oranicama na jugozapadnom kraju sela moglo iskopati s dubine od 50cm opeka, šesterokutnih, velikih opeka, topovskih kugli, navodno je za vrijeme Turaka selo imalo i preko 3.000 stanovnika, središte starog sela nalazi se na oranicama Henje, dok je moguće da se samo groblje nalazi na kraju Mačkara bliže Petlovcu, nedavno prilikom iskapanja temelja jedne kuće našao se mogući dokaz o tome[nedostaje izvor].

## Stanovništvo
| broj stanovnika | 1226  | 1172  | 1119  | 1133  | 1111  | 1138  | 1050  | 1076  | 1014  | 947   | 987   | 896   | 726   | 735   | 487   | 435   | 322   |
|                 | 1857. | 1869. | 1880. | 1890. | 1900. | 1910. | 1921. | 1931. | 1948. | 1953. | 1961. | 1971. | 1981. | 1991. | 2001. | 2011. | 2021. |

## Kultura
- KUD Luč

## Šport
- NK Luč (3. ŽNL Osječko-baranjska, Baranjska liga, 2008./09.)